# Drakula: stronice z pamiętnika dziewicy
Drakula: stronice z pamiętnika dziewicy (ang. Dracula: Pages from a Virgin's Diary) – kanadyjski film z 2001 roku zrealizowany na podstawie powieści „Drakula” Brama Stokera. W odróżnieniu od innych ekranizacji tej powieści, film ma formę baletu i jest pozbawiony dialogów.

## Obsada
- Wei-Qiang Zhang – Dracula
- Keir Knight – Quincy Morris
- Stephanie Ballard – pani Westenra
- Brent Neale – Renfield
- Tara Birtwhistle – Lucy Westenra
- Dave Moroni – dr. Van Helsing
- CindyMarie Small – Mina
- Johnny A. Wright – Jonathan Harker
- Stephane Leonard – Arthur Holmwood
- Matthew Johnson – Jack Seward